# Ford Fairlane (Amerika)
De Ford Fairlane is een automodel van de Amerikaanse autobouwer Ford dat van 1955 tot 1970 in Noord-Amerika verkocht werd. Er werden zeven generaties geproduceerd. De naam is afgeleid van het landgoed dat Henry Ford in het bezit had. Het landgoed ligt nabij Dearborn in de staat Michigan.
De Fairlane werd aanvankelijk op de markt gebracht als het vlaggenschip van de Ford modellen in de hogere middenklasse. Na de introductie van de Ford Galaxie werd de Fairlane van 1962 tot 1970 geherpositioneerd in het middenklasse-segment. Vanaf 1971 bestreek de Ford Torino het volledige gamma in de middenklasse en verdween de naam Fairlane in Noord-Amerika. In Zuid-Amerika werd de zesde generatie Fairlane nog tot 1981 verkocht.
Hieronder de productiejaren van de verschillende generaties.
- Hogere middenklasse (full-size):
  - 1955–1956: eerste generatie;
  - 1957-1959: tweede generatie;
  - 1960–1961: derde generatie.
- Middenklasse (mid-size):
  - 1962–1965: vierde generatie;
  - 1966–1967: vijfde generatie;
  - 1968-1969: zesde generatie;
  - 1970: zevende generatie.

## Fotogalerij

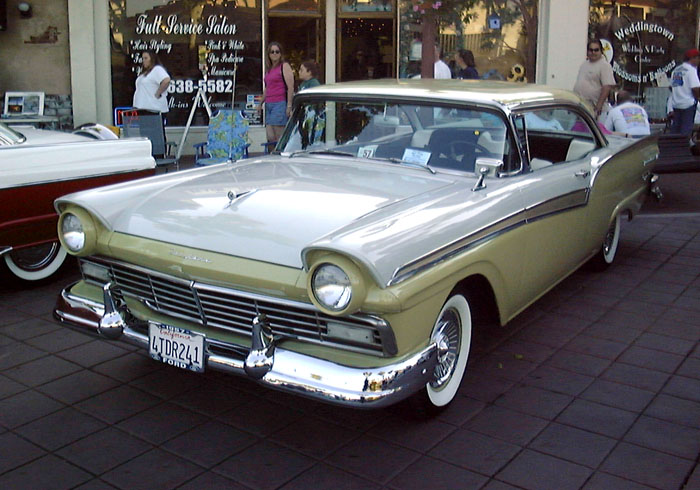
Ford Fairlane uit 1957
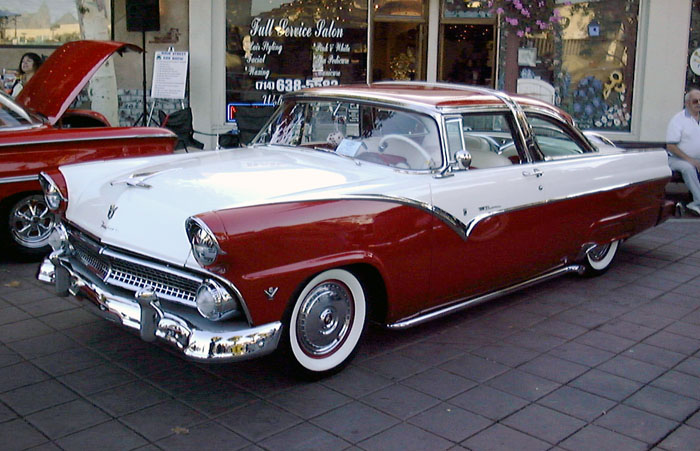
Ford Fairlane Crown Victoria uit 1955
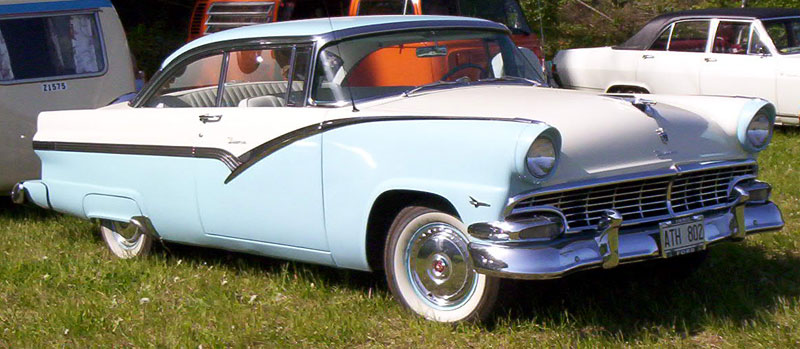
Ford Fairlane Victoria uit 1956

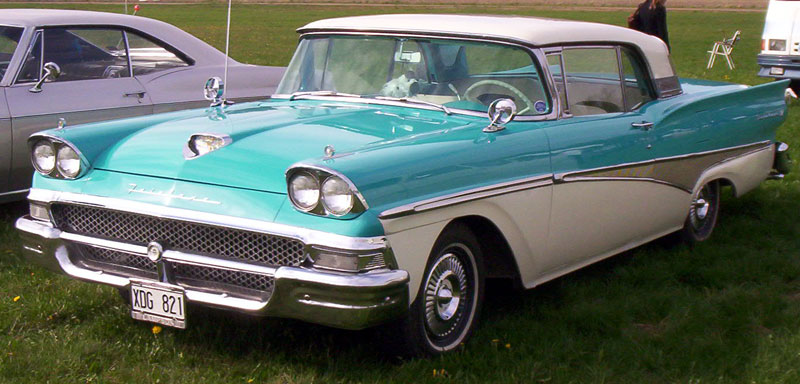
Ford Fairlane Skyliner retractable uit 1958
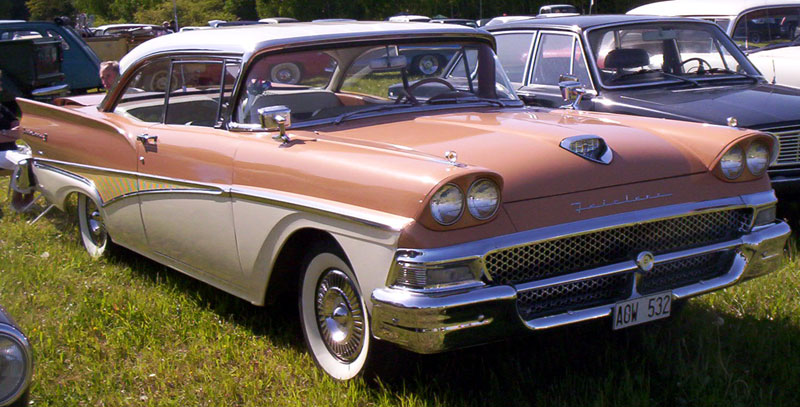
Ford Fairlane 500 uit 1958
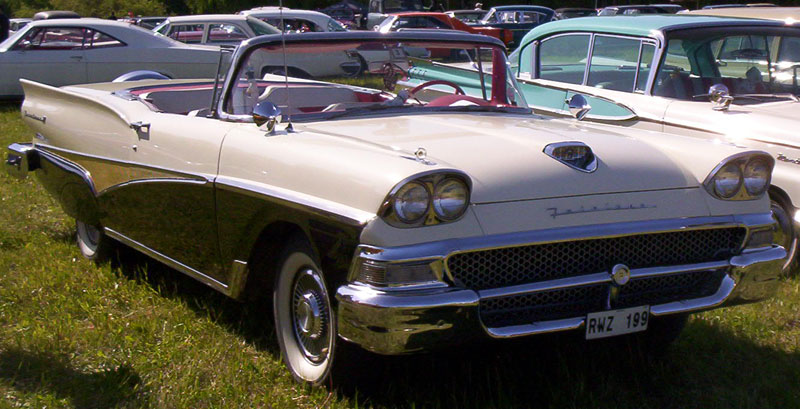
Ford Fairlane Cabriolet Skyliner retractable uit 1958

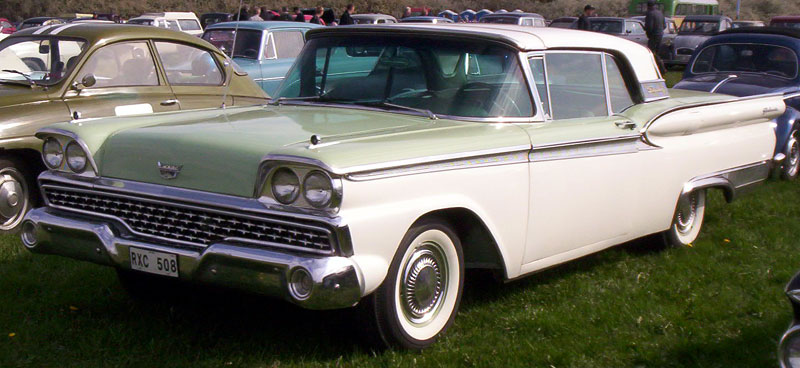
Ford Fairlane 500 Skyliner uit 1959
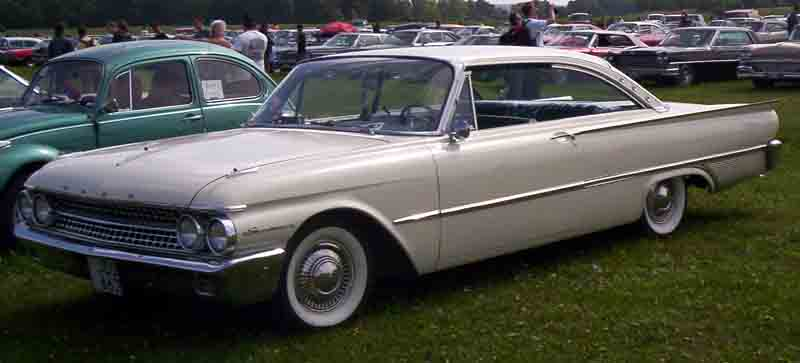
Ford Galaxie Starliner uit 1961